# Ромео Вермант
Ромео Вермант (нід. Romeo Vermant, нар. 24 січня 2004, Гельзенкірхен, Німеччина) — бельгійський футболіст, нападник клубу «Брюгге» та молодіжної збірної Бельгії.

## Ігрова кар'єра

### Клубна
Ромео Вермант народився у німецькому місті Гельзенкірхен, де на той момент у місцевому клубі «Шальке 04» грав його батько - Свен Вермант. Пізніше Ромео приїхав до Бельгії, де почав займатися футболом в академії клубу «Брюгге».
У січні 2021 року Вермант зіграв першу гру у другій команді «Брюгге ІІ». 5 січня 2022 року футболіст підписав з клубом свій перший професійний контракт, дія якого завершується у 2024 році. 18 березня 2023 року Ромео Вермант дебютував у першій команді «Брюгге» у матчі чемпіонату Бельгії, коли вийшов на заміну в поєдинку проти «Кортрейка».
З 2021 року нападник виступав за «Брюгге» в Юнацькій лізі УЄФА.
В січні 2024 року Вермант відправвився в оренду до кінця сезону в клуб «Вестерло».
4 травня 2025 року в фінальному матчі Кубка Бельгії проти «Андерлехта» Ромео Вермант відзначився дублем, що принесло перемогу в Кубку його команді.

### Збірна
З 2019 року Вермант захищає кольори юнацьких та молодіжної збірних Бельгії.

## Титули і досягнення
Брюгге
 Чемпіон Бельгії (1): 2023/24
 Переможець Кубка Бельгії (1): 2024-25
 Переможець Суперкубка Бельгії (1): 2025